# Nenad Krstić
Nenad Krstić (nacido el 25 de julio de 1983 en Kraljevo, Serbia) es un exjugador serbio de baloncesto. Con 2.13 metros de estatura, jugaba en el puesto de pívot. Consiguió 2 medallas en competiciones internacionales con Serbia. 

## Carrera

### NBA
Llegó a la NBA en la temporada 2004-05 procedente del Partizán de Belgrado. Sin embargo, fue drafteado dos años antes, en 2002, en la posición 24 por New Jersey Nets. Como su procedencia indica, es todo un fino estilista y poseedor de una muñeca privilegiada para un pívot. Sabe jugar muy bien al poste y su único hándicap radica en el aspecto defensivo, donde está escaso de intensidad y su intimidación no va en relación con su altura.
Krstic se convirtió rápidamente en el pívot titular de los Nets desde que en su temporada como novato sorprendiera a todos aprovechando al máximo los minutos que le otorgó la marcha de Alonzo Mourning y el vacío que existía en el juego interior de Nets. Aquella temporada acabó con unos notables 10 puntos y 5.3 rebotes por partido, lo que le valió para ser elegido en el segundo mejor quinteto de rookies de la temporada. El mejor rendimiento llegó en playoffs, donde debutó con unos promedios fantásticos en la 1.ª ronda frente a Miami Heat, 18.3 puntos y 7.5 rebotes por partido.
En la temporada 2005-06, siguió progresando y mejorando ostensiblemente sus números y su peso en el equipo. Acabó la temporada con 13.5 puntos y 6.4 rebotes. En 1.ª ronda de playoffs ante Indiana Pacers, firmó 18 puntos y 7.1 rebotes.
En 2006-07, Nenad estaba cuajando su mejor temporada en la liga, seguía mejorando sus números y su jerarquía en el equipo, pero se rompió el ligamento anterior cruzado frente a Los Angeles Lakers el 22 de diciembre de 2006, perdiéndose toda la temporada y acabando por tanto en 16.4 puntos y 6.8 rebotes.
El 29 de julio de 2008 fichó por el Triumph Lyubertsy de Rusia por 18 millones de dólares en dos años.
El 30 de diciembre de 2008 firmó con Oklahoma City Thunder. El 24 de febrero de 2011 fue traspasado junto con Jeff Green a Boston Celtics por Kendrick Perkins y Nate Robinson.
Regresa de nuevo a Europa, pese a ser un pívot titular en la NBA, fichando por el PBC CSKA Moscú. En la temporada 2011-2012 se convierte en el mejor pívot de la Superliga de Rusia y de la Euroliga, con promedios de más de 15 puntos y más de 6 rebotes en apenas 23 minutos de juego por partido.
En junio de 2014 fichó por el Anadolu Efes S.K. de la liga turca por dos temporadas.

## Estadísticas

### Temporada regular
| Año     | Equipo        | PJ  | PT  | MPP  | %TC  | %3P  | %TL  | RPP | APP | ROB | TPP | PPP  |
| ------- | ------------- | --- | --- | ---- | ---- | ---- | ---- | --- | --- | --- | --- | ---- |
| 2004–05 | New Jersey    | 75  | 57  | 26.2 | .493 | .000 | .725 | 5.3 | 1.0 | .4  | .8  | 10.0 |
| 2005–06 | New Jersey    | 80  | 80  | 30.9 | .507 | .250 | .698 | 6.4 | 1.1 | .4  | .8  | 13.5 |
| 2006–07 | New Jersey    | 26  | 26  | 32.6 | .526 | .000 | .711 | 6.8 | 1.8 | .4  | .9  | 16.4 |
| 2007–08 | New Jersey    | 45  | 38  | 18.0 | .410 | .000 | .754 | 4.4 | .6  | .2  | .4  | 6.6  |
| 2008–09 | Oklahoma City | 46  | 29  | 24.8 | .469 | .000 | .797 | 5.5 | .6  | .5  | 1.1 | 9.7  |
| 2009–10 | Oklahoma City | 76  | 76  | 22.9 | .502 | .200 | .717 | 5.0 | .7  | .4  | .6  | 8.4  |
| 2010–11 | Oklahoma City | 47  | 47  | 21.7 | .498 | .000 | .803 | 4.4 | .4  | .4  | .4  | 7.6  |
| 2010–11 | Boston        | 24  | 20  | 23.0 | .537 | .000 | .750 | 5.3 | .3  | .3  | .3  | 9.1  |
| Total   |               | 419 | 373 | 25.2 | .494 | .143 | .730 | 5.4 | .8  | .4  | .7  | 10.0 |

### Playoffs
| Año   | Equipo        | PJ | PT | MPP  | %TC  | %3P  | %TL  | RPP | APP | ROB | TPP | PPP  |
| ----- | ------------- | -- | -- | ---- | ---- | ---- | ---- | --- | --- | --- | --- | ---- |
| 2005  | New Jersey    | 4  | 4  | 38.5 | .563 | .000 | .792 | 7.5 | 1.8 | .2  | .5  | 18.3 |
| 2006  | New Jersey    | 11 | 11 | 33.3 | .504 | .000 | .711 | 6.8 | .7  | .4  | .9  | 14.7 |
| 2010  | Oklahoma City | 6  | 6  | 21.5 | .405 | .000 | .929 | 5.8 | .7  | .5  | .7  | 7.2  |
| 2011  | Boston        | 7  | 0  | 8.0  | .625 | .000 | .667 | 1.7 | .3  | .0  | .6  | 1.7  |
| Total |               | 28 | 21 | 25.2 | .505 | .000 | .767 | 5.4 | .8  | .3  | .7  | 10.4 |

## Trivia
- El 19 de agosto de 2010 en una tángana que se formó durante un amistoso que enfrentaba a su selección contra Grecia, agredió repetidas veces y por la espalda al griego Schortsianitis y después estampó una silla en la cabeza al jugador griego Bourousis.
- Tras el terremoto de Serbia en noviembre de 2010,Krstić y sus compañeros de equipo de Oklahoma donaron $10,000 en ayuda a su ciudad natal, Kraljevo.